# خان شیخون
شهر خان شیخون (به عربی: خان شیخون) در استان ادلب در کشور سوریه واقع شده‌است. جمعیت این شهر ۵۰٫۹۴۰ نفر است.

## دوران جنگ داخلی سوریه
با شروع جنگ داخلی سوریه، این شهر در سال ۲۰۱۴ به کنترل مخالفان دولت بشار اسد درآمد. خان شیخون از سال ۲۰۱۴، یکی از پایگاه‌های جبهه النصره به‌شمار می‌رود."
طبق گفته مخالفان، در ۴ آوریل ۲۰۱۷، این شهر با استفاده از سلاح‌های شیمیایی مورد حمله هوایی قرار گرفت. در جریان حمله شیمیایی، ۹۲ نفر کشته و چند صد نفر زخمی شدند. ایالات متحده آمریکا و دیگر کشورهای اروپایی، دولت سوریه را مسئول حمله شیمیایی دانستند. اما دولت سوریه حمله شیمیایی به خان شیخون را رد کرد و آن را ساختگی دانست. پس از چند ماه آرامش نسبی، این شهر در سپتامبر ۲۰۱۷ دوباره توسط جنگنده‌های سوریه و روسیه بمباران شد.
در تاریخ ۲۷ فوریه ۲۰۱۸، رسانه‌های طرفدار دولت سوریه گزارش دادند که تحریر الشام از شهر خان شیخون عقب‌نشینی کرده و توسط دیگر گروه‌های شورشی از غرب حلب نیز اخراج شده‌است. اما در اواسط آوریل ۲۰۱۸، تحریر الشام بار دیگر وارد شهر شد. تا سال ۲۰۱۹، تقریباً همه ساکنان، شهر را ترک کرده بودند.
در ۲۰ اوت ۲۰۱۹ ارتش سوریه کنترل کامل شهر خان شیخون را به دست گرفت.